# هنري سيلي
هنري و. سيلي Henry W. Seeley (و.2 يوليو 1854 - 9 نوفمبر 1908) مخترع أمريكي من نيويورك، قام باختراع المكواة الكهربائية في عام 1881، ثم حصل على تسجيل براءة اختراعها في 6 يونيو 1882، (براءة اختراع رقم 259,054). مكواته كانت تزن أكثر من 6 كيلوجرام، وكانت تأخذ وقتاً لتسخن.
وقد اخترع آخرون مكوات كهربائية ومنهم مكواة من فرنسا في نفس العام (1882)، إلا أنها كانت تستخدم قوس كربوني لتسخين الحديد عبر شرارة كهربائية، انظر الصورة. وقد كانت طريقة خطرة بسبب احتمالي الحريق والصعق.
تنازل عن ثلثي مستحقاته من براءة الاختراع لصالح ريتشارد داير، محامي براءات اختراعات توماس إديسون. وقد كان سيلي رجلاً متواضعاً ولم يكن واثقاً من أهمية اختراعه فقد كان يشعر أن مكواة البخار أفضل من المكواة الكهربائية، وأبدى تشككه في استمارة تسجيل براءة الاختراع من أن يلاقي هذا الاختراع أي رواج في السوق لاعتماده على الكهرباء التي كانت اختراعاً حديثاً. وعندما بدأت المكواة في الانتشار دخل في نزاعات قضائية مع ريتشارد داير، الذي كان شخصية ذات ثقل في مجتمع ومحاكم نيويورك.
ولد في كنتكي ثم انتقل إلى نيويورك. وكان متزوجاً من امرأة تدعى مارجريت ولديه ثلاثة أبناء، مارك، جون وجنتال وله أيضاً بنتان جنيفر و مارسي لا تتوفر المعلومات الكثيرة عن هنري لكن من المعروف انه قام باختراع المكواة الكهربائية وكان شاهداً على العديد من براءات الاختراع الخاصة بتوماس إديسون.

## وفاته
توفي في 9 نوفمبر 1908، في شرمر، رود أيلاند.